# Svyatoslav Lunyov
Sviatoslav Ihorovych Lunyov (nascido em 19 de abril de 1964 em Kiev) é um compositor ucraniano. É autor de música sinfónica, de câmara, coral, piano e eletro-acústica. Também entre as suas obras estão óperas ("Moscovo - Galo", "Canções Mal Temperadas") e músicas para filmes. Em 2017 recebeu o Leão de Bronze de Cannes, por Testemunha. Ele é membro da União Nacional de Compositores da Ucrânia.
Ele formou-se no Conservatório de Kiev, onde estudou com Lev Kolodub. Desde 2000, ele é professor do Conservatório de Kiev.
O Festival de Música Contemporânea Ucraniana de 2020 apresentou a sua obra Dances of New Russians.